# Sirat Sayf ibn Dhi Yazan
 (février 2010).
Si vous disposez d'ouvrages ou d'articles de référence ou si vous connaissez des sites web de qualité traitant du thème abordé ici, merci de compléter l'article en donnant les références utiles à sa vérifiabilité et en les liant à la section « Notes et références ».
La sirat Sayf ibn Dhi Yazan (سيف بن ذي يزن) est un roman populaire arabe daté selon les spécialistes entre le XVe et le XVIe siècle. Ce roman mêle épopée et fantastique en s'inspirant de façon lointaine de la vie du personnage éponyme Sayf ibn Dhi Yazan.

## Introduction
Sayf ibn Dhi Yazan est un roi juif yéménite qui gouverna le royaume de Himyar au VIe siècle de notre ère. Il doit sa postérité à son appartenance à la riche dynastie des Yazanides qui régna sur le royaume d'Himyar et à la lutte qu'il mena contre les invasions éthiopiennes. Il fit notamment appel aux Perses en 570 pour lui venir en aide.
Ces faits d'armes font de lui le héros idéal d'une littérature produite en réaction aux croisades chrétiennes de l'époque médiévale et qui désire mettre en scène le triomphe de l'Islam ; en particulier contre les Éthiopiens chrétiens qui après avoir menacés le Yémen au VIe siècle freinent sérieusement l'expansion musulmane en Abyssinie. D'ailleurs, l'ennemi principal du héros n'est autre que Sayf Ar'ad, souverain éthiopien de 1344 à 1372 et une des figures phares des négus en guerre contre les princes musulmans, aux XIVe et XVe siècles. La référence à ce souverain est un des rares éléments qui permettent de dater la sirat comme postérieure. L'univers de cette dernière est donc directement inspiré des problématiques contemporaines à sa période de production.
Ce qui en fait l'originalité est l'alliance entre ces questions contemporaines de l'écriture, et une atmosphère très particulière où la magie et le mythe sont prédominants.

## Sources primaires et formes littéraires

### Lessiras, un corpus littéraire à part entière
Il existe cinq siras constituant un corpus littéraire d'épopée populaire, souvent magistral, propre au monde arabo-persan et auquel appartient la sirat Sayf ibn Dhi Yazan. La plus connue et la plus étudiée est Le roman de Baybars dont une traduction française des premiers tomes est proposée par les éditions Acte Sud. Par ailleurs, Jean-Claude Garcin a réuni un collectif de chercheurs autour de cet ouvrage intitulé Lecture du roman de Baybars (GARCIN, Jean-Claude, Lecture du roman de Baybars, France, Éditions Parenthèses, 2003, 318p.) qui permet une approche historique de ce type de sources.

### Sources primaires de lasirat
La sirat Sayf ibn Dhi Yazan est connue grâce à différents manuscrits. Le plus ancien semble être le manuscrit de la Bibliothèque Ambrosia de Milan(ar. n° CXLVIII) datant du XVIe siècle en neuf volumes et quelque huit cents folios. Deux autres manuscrits sont disponibles en France : le manuscrit de la Bibliothèque Nationale de France (Manuscrit no 3812-3813) datant de 1197/1783 et celui de la bibliothèque de Strasbourg ar. no 4279, second volume d'un manuscrit complet des Mille et une nuits (no 4278-4281). Il s'agit d'une version plus tardive (fol. 81a – 419a) datant du XIXe siècle. Enfin, d'autres manuscrits existent au Caire. Ils datent notamment de 1294/1877 et de 1322/1904.

### Versions éditées et traductions
Les études sur la sirat se réfèrent aussi à une version éditée de cette dernière par Maktabat Al-Jumhuriyya au Caire. Les volumes 1 à 4 de celle-ci ont notamment été utilisés par Lena Jayyusi auteur d'une traduction alliée à des passages de narration en anglais de la sirat(JAYYUSI Lena, The adventures of Sayf Ben Dhi Yazan ; an arab folk epic, Indiana, Indiana University Press, 1996, p. 289). Enfin, une version française serait proposée par Ali Bey(Ali BEY, Sultan Saif- Zuliazan, Constantinople, 1847.).

## Résumé
L'histoire s'articule autour de trois lieux principaux qui constituent des cycles. Le Yémen, terre d'origine, constitue le point de départ de l'épopée qui s'articule très vite avec le voyage de Dhu Yazan, père du héros, vers l'Abyssinie. Celle - ci est le deuxième lieu clef de l'épopée où se déroulent toutes les péripéties liées à la jeunesse du héros. Enfin le cycle Égyptien est amorcé par la quête du livre du Nil. L'obtention de ce livre par Sayf ibn Dhi Yazan doit lui permettre de faire à remonter les eaux du Nil jusqu'en Égypte, terre vierge et refuge du héros et de ses pairs tyranisés par le négus Sayf Ar'ad.

### Cycle yéménite
Le roman s’ouvre sur un prologue retraçant les conquêtes de Dhu Yazan, le père du héros, au Yémen et plus largement en Arabie. On apprend ainsi comment lui et son armée se sont convertis au monothéisme grâce à son vizir Yathrib, homme érudit ayant lu les livres sacrés et croyant en l’arrivée prochaine du prophète Mahomet. Il s’agit d’un islam avant l’islam dit « religion d’Abraham » que le héros aura pour mission de défendre et de répandre partout sur la terre. Dhu Yazan converti permet à son vizir de fonder Yathrib la future Médine du prophète.
Les conquêtes victorieuses de Dhu Yazan le conduisent jusqu’en Abyssinie. Tombé sous le charme de cette région il s’y installe et fonde la cité al-Hamra s’attirant ainsi les foudres de Sayf Ar’ad, suzerain du royaume. Il épouse Qamariyya, une sorcière envoyé par Sayf Ar'ad pour l’empoisonner mais qui échoue dans sa mission. Elle parvient malgré tout à se faire aimer de Dhu Yazan qui la nomme régente avant de mourir. Désireuse de conserver le pouvoir pour elle seule, elle abandonne quelques mois plus tard leur nourrisson Sayf dans le désert.

### Cycle abyssin
Sayf est alors recueilli par un roi du royaume éthiopien, le roi Afrah qui l’élève comme son fils et le nomme Wash-Al-Fala ignorant totalement l'identité et les origines royales de Sayf. C'est sous ce nom que Sayf grandit et tombe amoureux de sa sœur de lait, la fille d’Afrah, appelée Shama. Après s'être fait suffisamment remarqué pour accroître sa réputation Wash - Al - Fala demande la main de Shama. Pour qu'il puisse la mériter, une série d'épreuves lui est assignée. Au cours de l'une d'elles Wash - Al - Fala fait la connaissance d'un anachorète qui lui révèle le secret de sa naissance et sa véritable identité. Wash - Al - Fala redevient alors Sayf ibn Dhi Yazan, se convertit à l’Islam et prend en main son destin. Il s’agit là réellement du mythe de la prédestination. Mais le négus Sayf Ar’ad ne voit pas d’un bon œil cette éventuelle union en raison de la prédiction qui fait de Sayf le réalisateur de la malédiction de Noé par les descendants de son fils Sam sur les descendants de son autre fils Ham : les Abyssins. S’ensuivent donc des épreuves données à Sayf ayant pour but de repousser l’hyménée et d'éloigner le jeune homme. Ces aventures conduisent au cycle égyptien par le biais de la quête du livre de l’Histoire du Nil.

### Cycle égyptien
Le héros a alors pour mission de dévier les eaux du Nil, retenues par les Éthiopiens, vers l’Égypte. Les aventures autour de cette quête constitue le mythe de fondation de l’Égypte. Sayf, avec l’aide d’êtres aux pouvoirs surnaturels parvient à libérer les eaux du Nil et les guide jusqu’en Égypte créant ainsi une terre prospère et riche où il s’installe.
Cette mission réalisée va permettre à Sayf et à ses descendants de s’attaquer au troisième point de son œuvre après son mariage avec Shama et la reconquête du Nil : répandre l’islam. Après avoir transmis son pouvoir à son fils Misr (ce qui signifie littéralement Égypte), Sayf s’isole dans une montagne où retiré il peut se consacrer à sa foi.

## Une œuvre hybride entre influences littéraires, mythologiques et religieuses

### Omniprésence de la magie: une particularité de lasirat' Sayf ibn Dhi Yazan
La sirat frappe par l’importance qu’elle donne au fantastique et à la fabulation. Dans ses aventures, relatées très brièvement ci-dessus, le héros est sans cesse aidé ou contré par des personnages merveilleux. Il est par exemple aidé du Khidr, maître après Dieu du monde occulte, dans les moments les plus critiques, de la devineresse ‘Aqila dans sa quête du livre de l’Histoire du Nil. Dans le camp adverse on retrouve de nombreux motifs de la fantasmagorie orientale et islamique tel que les djinns et les ghuls à l’image même de la mère de Sayf Qamariyya. Sayf Ar’ad, l’ennemi de Sayf, est lui-même conseillé par deux mages sorciers : Saqardis et Saqardiyun qui sont les fins stratèges des défis donnés à Sayf dans l'espoir de le conduire à sa perte. Ainsi, les personnages s’affrontent aidés de talismans issus de la tradition islamique ou non, représentant le Bien et le Mal au service de la volonté divine.

### Influences tirées de la littérature arabo-persane
Malgré ce déferlement de fantastique et de magie, on retrouve bon nombre de motifs issus de la tradition littéraire des Milles et une nuits, la sirat de Sayf est en effet un ensemble de contes diverses. Ainsi la quête amoureuse de Sayf rappelle sans équivoque un autre conte du folklore littéraire arabe : l’ Histoire de Agib et Garib. En effet Sayf tombe amoureux comme Garib de la fille de son père adoptif et les défis qui lui sont donnés sont similaires à ceux de Garib. À ce fond indo-mésopotamien s’ajoute d’autres sources d’influence pour le moins surprenantes. L’épisode des Adorateurs du Bélier qui met en scène Shama au monde des Géants est inspiré d’un conte bouddhique du Tripitaka chinois traduit par Edouard Chavannes. Ce conte avait aussi été repris par les Avadanas indiens sous le titre La servante et le Bélier. Enfin les spécialistes reconnaissent aussi l’influence de contes et légendes populaires issus de l’Égypte antique et de la civilisation pharaonique qui font de la sirat un ouvrage égyptien à part entière.

### Importance des mythes
Enfin on ne peut évoquer la question des influences littéraires du texte sans parler de l’importance des mythes dans la sirat : mythe de la prédestination qui bascule vers le mythe étiologique de la fondation de l ’Égypte. Le héros, privé de sa véritable identité à la suite de l'abandon de sa mère, en reprend possession grâce à l'aide de personnages attendant sa venue et réalise ainsi sa destinée. Il guide en effet les eaux libérées du Nil qui donnent vie à l'Égypte jusqu'ici terre totalement vierge et où le héros peut s'installer pour fonder son royaume et celui de ses descendants. Ces différents aspects se cristallisent autour de l’influence de la légende de Moïse dans la sirat. Aboubakr Chraïbi défend cette idée dans son article et montre très bien les similitudes qui existent entre Moïse et Sayf : abandon par la mère, adoption par le roi ennemi, réalisation d’une prophétie (libérer les Hébreux asservis par les égyptiens pour Moïse, réaliser le vœu de Noé pour Sayf en asservissant les Hamites). Sayf apparait comme un nouveau prophète et les Égyptiens critiqués de l’époque mosaïque semblent effacés par la fondation d’un nouveau royaume incarnant le Bien. Ainsi, le blason égyptien est en quelque sorte redoré ce qui n’est pas sans intérêt dans le contexte historique de la rédaction de la sira.

## Une critique sous-jacente de la politique mamelouk auXVesiècle

### Rôle de l'anonymat des auteurs
En estimant que la sirat de Sayf ibn Dhi Yazan ait été produite aux alentours du XVe siècle, on admet qu’elle s’inscrit dans le contexte historique de l’empire mamelouk. Or, il s’avère qu’à cette époque celui – ci était en perte de popularité auprès de la population égyptienne et que l’islam politique établi était remis en cause, en raison notamment de la menace croissante que représentait l'Empire Ottoman. Cette critique est sous-jacente dans la sirat et elle est permise par l’anonymat des auteurs. Cet anonymat favorise une liberté de ton et de thèmes abordés qui ne serait pas possible dans un empire islamique où les ulemas, grands savants religieux, s’ opposent fermement aux siras.

### Sayf ibn Dhi Yazan: un modèle de souverain musulman exemplaire
Le héros Sayf ibn Dhi Yazan est un modèle exemplaire et idéal de prince musulman, et plus précisément de la pratique de la furûsiyya : beau, charismatique, intelligent, courageux, généreux et résigné devant la fatalité. Ce modèle diffusé par le biais d’une littérature de notables cairotes avant de devenir littérature populaire, peut avoir eu pour objectif de rappeler aux souverains mamelouks les méthodes militaires qui avaient contribué à leur succès. Sayf ibn Dhi Yazan incarne ainsi une figure du jihad ayant vaincu les Abyssins, présentés comme les adorateurs de Saturne et donc comme des mécréants. Le décalage chronologique entre l'existence historique de Sayf ibn Dhi Yazan et son utilisation anachronique et romancée dans la sirat permet une liberté de ton propice à la critique du régime en place. Cette édification de Sayf ibn Dhi Yazan en héros de l'expansion de l'Islam a sans doute été précipitée par l’élément déclencheur de la rédaction de la sirat, qui serait selon Jean-Claude Garcin la prise de Zeila par Yeshaq, le négus éthiopien, en 1415 et le jihad qui s’ensuivit jusqu’en 1445 sans que les musulmans ne l’emportent sur le pouvoir éthiopien. De fait, la sirat a pu conforter un sentiment patriotique égyptien en mal de victoires.

### Lasirat: miroir d'enjeux sociaux brûlant d'actualité
La thématique du conflit entre musulmans et chrétiens, égyptiens et éthiopiens, permet aussi de mettre en avant un débat brûlant à l’époque de la rédaction : celui des rapports entre blancs et noirs. Les éthiopiens chrétiens proches de la communauté copte égyptienne, les eunuques noirs sont très présents au Caire au XVe siècle et de fait cette question interpelle la population, comme la question de l’esclavagisme. La sirat de Sayf donne une justification toute trouvée à la domination des arabes sur les éthiopiens, et les noirs en général, au travers d'une interprétation musulmane et médiévale du texte biblique de la malédiction de Cham. Selon la tradition reprise dans la sirat, Noé dormait lorsque le vent souleva ses vêtements, le montrant nu aux yeux de ses fils : Sam et Ham. Ham se moqua de son père alors que Sam, lui, rhabilla son père en reprochant à son frère son manque de respect. Cette altercation réveilla Noé qui en apprenant la réaction de son fils Ham déclara : « ô Ham, que Dieu te noircisse le visage et fasse que toute ta descendance soit noire et finisse un jour par servir la descendance blanche de ton frère Sam ». Le texte biblique, situé dans la genèse (9, 20-27), ne fait pas mention d'un coup de vent qui souleva les vêtements de Noé mais d'un enivrement de celui-ci. L'enivrement d'un prophète n'étant pas envisageable dans l'Islam, une modification du texte biblique est faite par les théologiens musulmans. Plus encore, dans la Bible la question du noircissement de la peau de Ham, Cham dans la Bible, comme manifestation de la sanction de Noé n'apparait nulle part. La malédiction ne porte même pas directement sur Ham/Cham mais sur Canaan son fils. Le texte biblique est donc remanié. Cette exégèse musulmane est un fait courant à l'époque médiévale.
On peut ainsi conclure que cette œuvre de fiction répond aux attentes d’un public déterminé et ses nombreuses références sont mises au service de la défense et de l’expansion de l’islam.